# Provinciile din Sierra Leone

Harta administrativă a statului Sierra Leone

Statul Sierra Leone este împărțit în patru provincii:
1. Northern
2. Western
3. Southern
4. Eastern